# Palmadusta
Palmadusta là một chi ốc biển, là động vật thân mềm chân bụng sống ở biển trong họ Cypraeidae, họ ốc sứ

## Các loài
Các loài thuộc chi Palmadusta bao gồm:
- Palmadusta androyensis Blocher & Lorenz, 1999
- Palmadusta asellus (Linnaeus)[2]
- Palmadusta clandestina (Linnaeus)[3]
- Palmadusta consanguinea Blöcher & Lorenz, 2000[4]
- Palmadusta contaminata (Sowerby, 1832) [5]
- Palmadusta diluculum (Reeve, 1845) [6]
- Palmadusta felina (Gmel.)[7]
- Palmadusta fimbriata (Gmel.)[8]: đồng nghĩa của Purpuradusta fimbriata (Gmelin, 1791)
- Palmadusta gracilis [9]
- Palmadusta johnsonorum Lorenz, 2002[10]
- Palmadusta lentiginosa (Gray, 1825)[11]
- Palmadusta punctata (Linnaeus, 1771)[12]: đồng nghĩa của Ransoniella punctata (Linnaeus, 1771)
- Palmadusta ziczac (Linnaeus)[13]